# Orient Express
Orient Express je bila potniška luksuzna vlakovna storitev na dolge razdalje, ki jo je leta 1883 ustanovilo belgijsko podjetje Compagnie Internationale des Wagons-Lits (CIWL) in je delovala do leta 2009. Vlak je potoval po vsej celinski Evropi s končnimi postajami v Parizu na severozahodu in Carigradu na jugovzhodu ter kraki, ki so segali v Atene, Bruselj in London.
Orient Express se je na prvo pot odpravil 5. junija 1883 iz Pariza na Dunaj, nato pa se je podaljšal do Carigrada in tako povezal zahodno in vzhodno skrajnost Evrope. Pot je doživela spremembe in razširitve, vključno z uvedbo Simplon Orient Expressa po odprtju predora Simplon leta 1919, kar je povečalo privlačnost in pomen storitve. Več poti je istočasno uporabljalo ime Orient Express ali njegove različice. Čeprav je bil prvotni Orient Express preprosto običajna mednarodna železniška storitev, je ime postalo sinonim za spletke in luksuzna železniška potovanja. Imeni mest, ki sta najbolj vidni in povezani z Orient Expressom, sta Pariz in Carigrad, prvotni končni postaji voznega reda. Vozni park Orient Expressa se je večkrat spremenil.
Vendar se je po drugi svetovni vojni Orient Express trudil ohraniti svojo premoč sredi spreminjajočih se geopolitičnih pokrajin in porasta letalskega prometa. Pot je leta 1977 prenehala služiti Carigradu, zmanjšala se je na nočno linijo iz Pariza v Bukarešto, ki je bila leta 1991 še skrajšana v Budimpešto, nato leta 2001 na Dunaj, preden je zadnjič odpeljala iz Pariza 8. junija 2007. Po tem je bila pot, ki se je še vedno imenovala Orient Express, skrajšana na začetek iz Strasbourga in odhajala vsak dan po prihodu TGV iz Pariza. 14. decembra 2009 je Orient Express v celoti prenehal obratovati in proga je izginila iz evropskih železniških voznih redov, saj je bila »žrtev hitrih vlakov in znižanih letalskih prevoznikov«.
V sodobnem času je bila zapuščina Orient Expressa oživljena z zasebnimi podvigi, kot je Venice Simplon-Orient-Express, ki ga je začel James Sherwood leta 1982 in ponuja nostalgična potovanja po Evropi v obnovljenih vagonih CIWL iz 1920-ih in 1930-ih, vključno z prvotna pot iz Pariza v Carigrad. Od decembra 2021 vozi ÖBB Nightjet trikrat na teden na progi Pariz–Dunaj, čeprav ni označen kot Orient Express. Z začetkom leta 2025 bo Accor uvedel lasten Orient Express s potovanji iz Pariza v Carigrad.

## Vlak Eclair de luxe ("testni" vlak)
Leta 1882 je Georges Nagelmackers, sin belgijskega bankirja, povabil goste na 2000 km dolgo železniško potovanje s svojim vlakom Train Eclair de luxe (»luksuzni vlak v obliki strele«). Vlak je zapustil pariško Gare de l'Est v torek, 10. oktobra 1882, malo po 18.30 in prispel na Dunaj naslednji dan ob 23.20. Povratek je bil z Dunaja v petek, 13. oktobra, ob 16.40 in, kot je bilo načrtovano, ponovno prispel na Gare de Strasbourg ob 20. uri v soboto, 14. oktobra.
Georges Nagelmackers je bil ustanovitelj Compagnie Internationale des Wagons-Lits (CIWL), ki je svoje luksuzne vlake, potovalne agencije in hotele razširila po vsej Evropi, Aziji in Severni Afriki. Njegov najbolj znan vlak ostaja Orient Express.
Vlak je bil sestavljen iz:
- Prtljažni vagon
- Spalni vagon s 16 ležišči (s podstavnimi vozički)
- Spalni vagon s 14 ležišči (3 osi)
- Restavracijski avtobus (št. 107)
- Spalni vagon s 13 ležišči (3 osi)
- Spalni vagon s 13 ležišči (3 osi)
- Prtljažni vagon (cela 101 tona)

Prvi meni na ladji (10. oktober 1882): ostrige, juha z italijanskimi testeninami, romb z zeleno omako, piščanec 'à la chasseur', goveji file s krompirjem 'château', 'chaud-froid' divjadi, zelena solata, čokoladni puding, bife sladic.

## Accor
Leta 2017 je Accor od SNCF kupil 50-odstotni delež v znamki Orient Express za pravico do uporabe imena. Leta 2018 je Accor začel z obnovitvenimi deli na 17 vagonih CIWL iz propadlega Nostalgie Istanbul Orient Expressa, ki segajo v 1920-ta in 1930-ta. Od leta 2025 bo prevažal potnike med Parizom in Carigraom. Od aprila 2025 bodo ponudili tudi potovanja po Italiji z Orient Expressom La Dolce Vita.

## V popularni kulturi
Glamur in bogata zgodovina Orient Expressa sta se pogosto uporabljala kot tema knjig in filmov ter televizijskih dokumentarcev.

### Film
- Orient Express (1934), filmska priredba Grahama Greena Stamboul Train.
- Orient Express (1944), nemški film o umoru na vlaku.
- Spalni vagon v Trst (1948), film Rank Organisation, zgodba Clifforda Greya. Ukraden diplomatski dokument je pot različnih skupin na Orient Expressu iz Pariza v Trst. Avtorske pravice Two Cities Films Ltd.
- Orient Express (1954), katerega zaplet se vrti okoli dvodnevnega postanka potnikov na Orient Expressu v vasi v Alpah.
- Iz Rusije z ljubeznijo (1963): James Bond, skupaj z Bondovim dekletom Tatjano Romanovo in zaveznikom Ali Kerim Beyem, poskuša potovati z Orient Expressom iz Carigrada v Trst, vendar zapleti, ki vključujejo SPECTRE morilca Reda Granta, prisilijo Bonda in Tatiano, da skočita z vlaka v jugoslovanski Istri.
- Istanbul Express (1968): triler, narejen za televizijo, v katerem igra Gene Barry.
- Travels with My Aunt (1972): Henry Pulling spremlja svojo teto, Augusto Bertram, na potovanju iz Londona v Turčijo. Oba se vkrcata na "Orient Express" v Parizu; vlak jih odpelje v Turčijo (čeprav se na kratko izkrcajo na postaji v Milanu).
- Roman Agathe Christie je bil prirejen v filme Umor v Orient Expressu (1974), Umor v Orient Expressu (2001) in Umor na Orientu Ekspres (2017)
- Romance on the Orient Express (1985): TV film s Cheryl Ladd.
- 102 Dalmatinca (2000)
- Smrt, prevara in usoda na krovu Orient Expressa (2000)
- Okoli sveta v 80 dneh (2004): Gospod Fogg potuje z vlakom v Carigrad
- Orient Express (2004)
- Umor v Orient Expressu (2017)
- Murder Mystery (2019): V zadnjem prizoru Nick in Audrey Spitz potujeta z Orient Expressom.
- Mission Impossible: Dead Reckoning Part One (2023): Tretje dejanje filma se primarno odvija na Orient Expressu, ki vozi iz Benetk v Innsbruck

### Glasba
- Groza v Orient Expressu Alexa Otterleija je navdihnila RPG Call of Cthulhu. Integralna simfonična različica je bila izdana na zgoščenki leta 2002, 26-minutna Suita za koncertno skupino pa je izšla leta 2012.
- Orient Expressions, glasbena skupina iz Turčije, ki združuje tradicionalno turško glasbo z elementi elektronike, je dobila ime po železniškem prometu.
- Album Jeana Michela Jarra The Concerts in China vsebuje skladbo z naslovom Orient Express kot skladbo 1 na plošči 2, čeprav povezava z vlakom ni znana.
- Skladbo koncertne skupine Orient Express je napisal Philip Sparke.
- Na Havajih je bila skupina Liz Damon's Orient Express.